# Sylosis
Sylosis es una banda británica de heavy metal fundada en el año 2000, en la localidad de Reading. Josh Middleton, el actual solista tomó la decisión de formar una banda de metal junto con alguno de los miembros fundadores que ya no están con ellos. En mayo de 2010 Jamie Graham abandona Sylosis debido a que buscan un nuevo sonido en voz, más técnico y brutal, se une a la banda Heart Of A Coward. Puesto a ello, Josh Middleton,el fundador de la banda, decide convertirse en el vocalista principal y así mismo guitarrista líder.

## Álbumes
Cuentan con 2 EP, publicados en 2006 y 2008 llamados Casting Shadows y The supreme oppressor sucesivamente. A su vez, en 2008 publicaron Conclusion of an Age, su primer álbum de estudio. A principios de 2011 sacaron un nuevo álbum cuyo nombre es "Edge Of The Earth". En julio del 2012 confirman la salida en octubre de un nuevo álbum titulado Monolith. Su fecha de salida es el 8 de octubre de 2012, año en el que también dieron a conocer un sencillo llamado Slings And Arrows.
Actualmente los integrantes de la banda están de cara a la presentación de su nuevo disco titulado Dormant heart (12 de enero de 2015), en el cual darán un giro mucho más oscuro y profundo a su sonido en relación con sus discos anteriores.[cita requerida]
En octubre de 2016, Sylosis anunció que se tomarían una pausa ya que el líder Josh Middleton reemplazaría a la banda británica de metalcore Architects en la guitarra debido al fallecimiento de su guitarrista Tom Searle, quien también era un amigo cercano de Middleton. Después de 11 meses de gira con Architects, se anunció que Middleton se uniría a Architects como miembro oficial, indicando que aún permanecería en Sylosis.

## Miembros
| - Josh Middleton - voz (2010-presente), guitarra principal (2000-presente) - Conor Marshall - guitarra rítmica (2024-presente), bajo (2019-2024) - Ben Thomas - bajo (2024-presente) - Ali Richardson - batería (2014-presente) | Antiguos miembros - Jamie Graham – voz (2007-2010) - Ben Hollyer – voz principal - Glen Chamberlain – voz principal - Richard Zananiri – guitarra rítmica - Gurneet Ahluwalia – guitarra rítmica (2000-2007) - Alex Bailey - guitarra rítmica (2008-2024) - Carl Parnell - bajo (2000-2019) - Rob Callard – batería (2005-2006, 2007-2014) - Jay Colios-Terry – batería (2000-2005) |

## Discografía
Álbumes de estudio
- 2008 - Conclusion of an Age
- 2011 - Edge of the Earth
- 2012 - Monolith
- 2015 - Dormant Heart
- 2020 - Cycle of Suffering
- 2023 - A Sign Of Things To Come

EP
- 2006 - Casting Shadows
- 2008 - The Supreme Oppressor

Álbumes en vivo
- 2011 - Sylosis Live At High Voltage

Singles
- 2012 - Slings and Arrows